# Ibipeba
Ibipeba is een gemeente in de Braziliaanse deelstaat Bahia. De gemeente telt 17.666 inwoners (schatting 2009).

## Aangrenzende gemeenten
De gemeente grenst aan Barra do Mendes, Barro Alto, Central, Gentio do Ouro, Ibititá en Itaguaçu da Bahia.